# Berbinzana
Berbinzana (em castelhano) ou Berbintzana (em basco) é um município da Espanha na província e comunidade autónoma de Navarra. Tem 12,98 km² de área e em 2021 tinha 677 habitantes (densidade: 52,2 hab./km²).

## Demografia
| Variação demográfica do município entre 1991 e 2004 | Variação demográfica do município entre 1991 e 2004 | Variação demográfica do município entre 1991 e 2004 | Variação demográfica do município entre 1991 e 2004 |
| --------------------------------------------------- | --------------------------------------------------- | --------------------------------------------------- | --------------------------------------------------- |
| 1991                                                | 1996                                                | 2001                                                | 2004                                                |
| 736                                                 | 714                                                 | 732                                                 | 730                                                 |